# Leichtathletik-Weltmeisterschaften 1987/5000 m der Männer

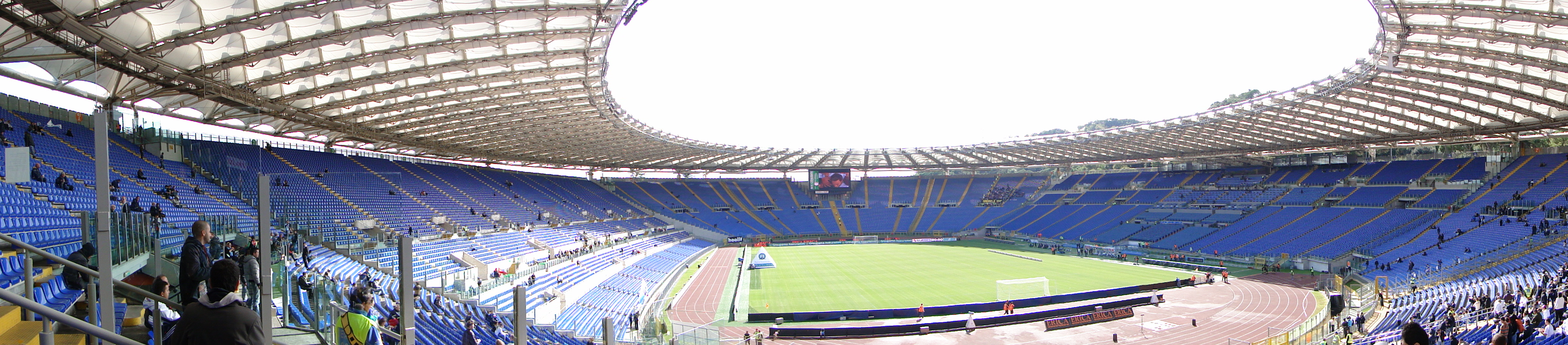
Das Olympiastadion in Rom

Der 5000-Meter-Lauf der Männer bei den Leichtathletik-Weltmeisterschaften 1987 wurde am 4. und 6. September 1987 im Olympiastadion der italienischen Hauptstadt Rom ausgetragen.
Weltmeister wurde der marokkanische Olympiasieger von 1984 und Weltrekordinhaber Saïd Aouita, der 1983 auch WM-Bronze über 1500 Meter errungen hatte. Er gewann vor dem Portugiesen Domingos Castro. Bronze ging an den amtierenden Europameister Jack Buckner aus Großbritannien.

## Rekorde

### Bestehende Rekorde
| Weltrekord               | 12:58,39 min | Saïd Aouita    | Rom, Italien                  | 22. Juli 1987   |
| Weltmeisterschaftsrekord | 13:28,53 min | Eamonn Coghlan | WM 1983 in Helsinki, Finnland | 14. August 1983 |

### Rekordverbesserung
Der im späteren Finale zwölftplatzierte Kenianer John Ngugi verbesserte den bestehenden WM-Rekord im zweiten Vorlauf am 4. September um 5,85 Sekunden auf 13:22,68 min.

## Vorrunde
4. September 1987
Die Vorrunde wurde in zwei Läufen durchgeführt. Die ersten fünf Athleten pro Lauf – hellblau unterlegt – sowie die darüber hinaus fünf zeitschnellsten Läufer – hellgrün unterlegt – qualifizierten sich für das Finale.

### Vorlauf 1
| Platz | Name              | Nation              | Zeit (min) |
| ----- | ----------------- | ------------------- | ---------- |
| 1     | Saïd Aouita       | Marokko             | 13:28,63   |
| 2     | Domingos Castro   | Portugal            | 13:28,78   |
| 3     | Frank O’Mara      | Irland              | 13:28,79   |
| 4     | Sydney Maree      | USA                 | 13:28,86   |
| 5     | Abel Antón        | Spanien             | 13:28,92   |
| 6     | Timothy Hutchings | Großbritannien      | 13:29,06   |
| 7     | Vincent Rousseau  | Belgien             | 13:29,74   |
| 8     | Doug Padilla      | USA                 | 13:30,16   |
| 9     | Markus Ryffel     | Schweiz             | 13:33,07   |
| 10    | Jonny Danielson   | Schweden            | 13:35,69   |
| 11    | Zhang Guowei      | Volksrepublik China | 13:40,46   |
| 12    | Juma Mnyampanda   | Tansania            | 13:42,57   |
| 13    | Kozo Akutsu       | Japan               | 13:46,29   |
| 14    | Omar Aguilar      | Chile               | 13:52,59   |
| 15    | Hugo Allan García | Guatemala           | 14:08,72   |
| 16    | Miguel Vargas     | Costa Rica          | 14:59,32   |
| DNS   | Wodajo Bulti      | Äthiopien           |            |
| DNS   | Salvatore Antibo  | Italien             |            |

### Vorlauf 2

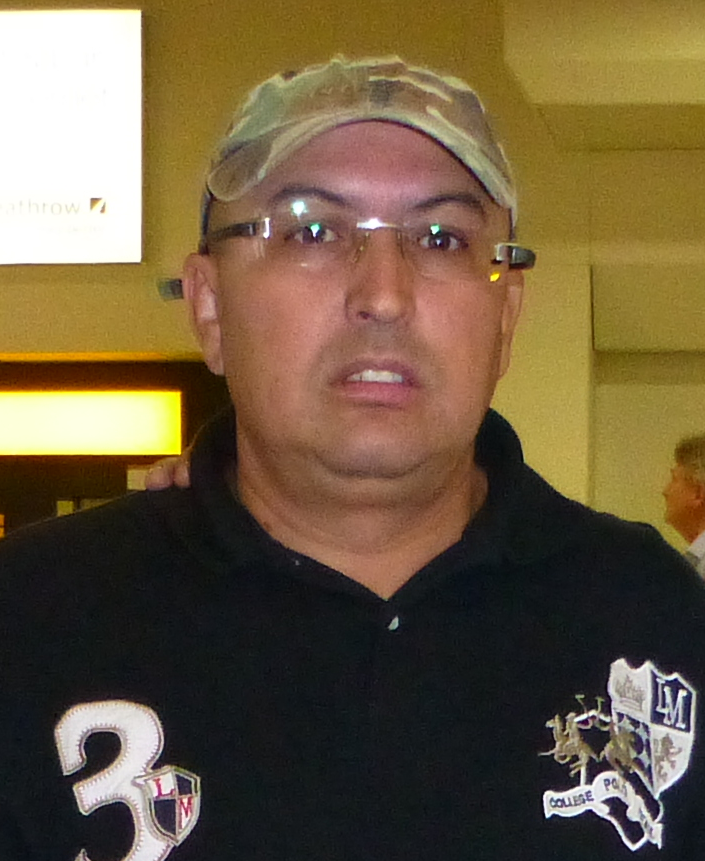
Brahim Boutayeb (hier im Jahr 2012) schied als Zehnter seines Vorlaufs aus – ein Jahr später wurde er Olympiasieger über 10.000 Meter

| Platz | Name                 | Nation              | Zeit (min)  |
| ----- | -------------------- | ------------------- | ----------- |
| 1     | John Ngugi           | Kenia               | 13:22,68 CR |
| 2     | Dionísio Castro      | Portugal            | 13:23,12    |
| 3     | Pierre Délèze        | Schweiz             | 13:24,07    |
| 4     | Ewgeni Ignatow       | Bulgarien           | 13:24,42    |
| 5     | Jack Buckner         | Großbritannien      | 13:24,56    |
| 6     | Steve Ovett          | Großbritannien      | 13:28,68    |
| 7     | John Treacy          | Irland              | 13:28,89    |
| 8     | Carey Nelson         | Kanada              | 13:29,20    |
| 9     | Haji Bulbula         | Äthiopien           | 13:31,06    |
| 10    | Brahim Boutayeb      | Marokko             | 13:32,37    |
| 11    | Herbert Stephan      | BR Deutschland      | 13:34,68    |
| 12    | Pascal Thiébaut      | Frankreich          | 13:38,97    |
| 13    | José Manuel Abascal  | Spanien             | 13:59,68    |
| 14    | John Gregorek sr.    | USA                 | 14:01,02    |
| 15    | Thabiso Paul Moqhali | Lesotho             | 14:39,68    |
| 16    | Situ Kubanza         | Volksrepublik Kongo | 14:50,39    |
| 17    | Abdalla Washali      | Nordjemen           | 15:42,10    |
| 18    | Outcha Amewouho      | Togo                | 16:16,41    |

## Finale
6. September 1987
| Platz | Name              | Nation         | Zeit (min) |
| ----- | ----------------- | -------------- | ---------- |
| 1     | Saïd Aouita       | Marokko        | 13:26,44   |
| 2     | Domingos Castro   | Portugal       | 13:27,59   |
| 3     | Jack Buckner      | Großbritannien | 13:27,74   |
| 4     | Pierre Délèze     | Schweiz        | 13:28,06   |
| 5     | Vincent Rousseau  | Belgien        | 13:28,56   |
| 6     | Ewgeni Ignatow    | Bulgarien      | 13:29,68   |
| 7     | Timothy Hutchings | Großbritannien | 13:30,01   |
| 8     | Dionísio Castro   | Portugal       | 13:30,94   |
| 9     | Frank O’Mara      | Irland         | 13:32,04   |
| 10    | Steve Ovett       | Großbritannien | 13:33,49   |
| 11    | Sydney Maree      | USA            | 13:33,78   |
| 12    | John Ngugi        | Kenia          | 13:34,07   |
| 13    | John Treacy       | Irland         | 13:41,03   |
| 14    | Abel Antón        | Spanien        | 13:43,58   |
| 15    | Carey Nelson      | Kanada         | 13:43,81   |

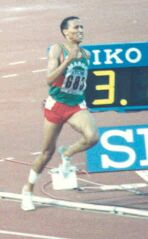
Saïd Aouita, 1984 Olympiasieger, 1983 WM-Dritter über 1500 Meter und Weltrekordinhaber, wurde nun auch Weltmeister

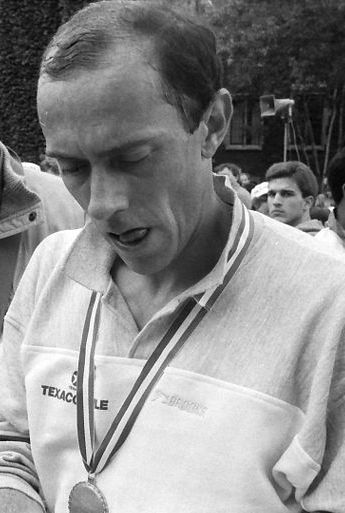
Der in den vergangenen Jahren als Mittelstreckenläufer hochdekorierte Steve Ovett musste sich hier mit Rang zwölf zufrieden geben
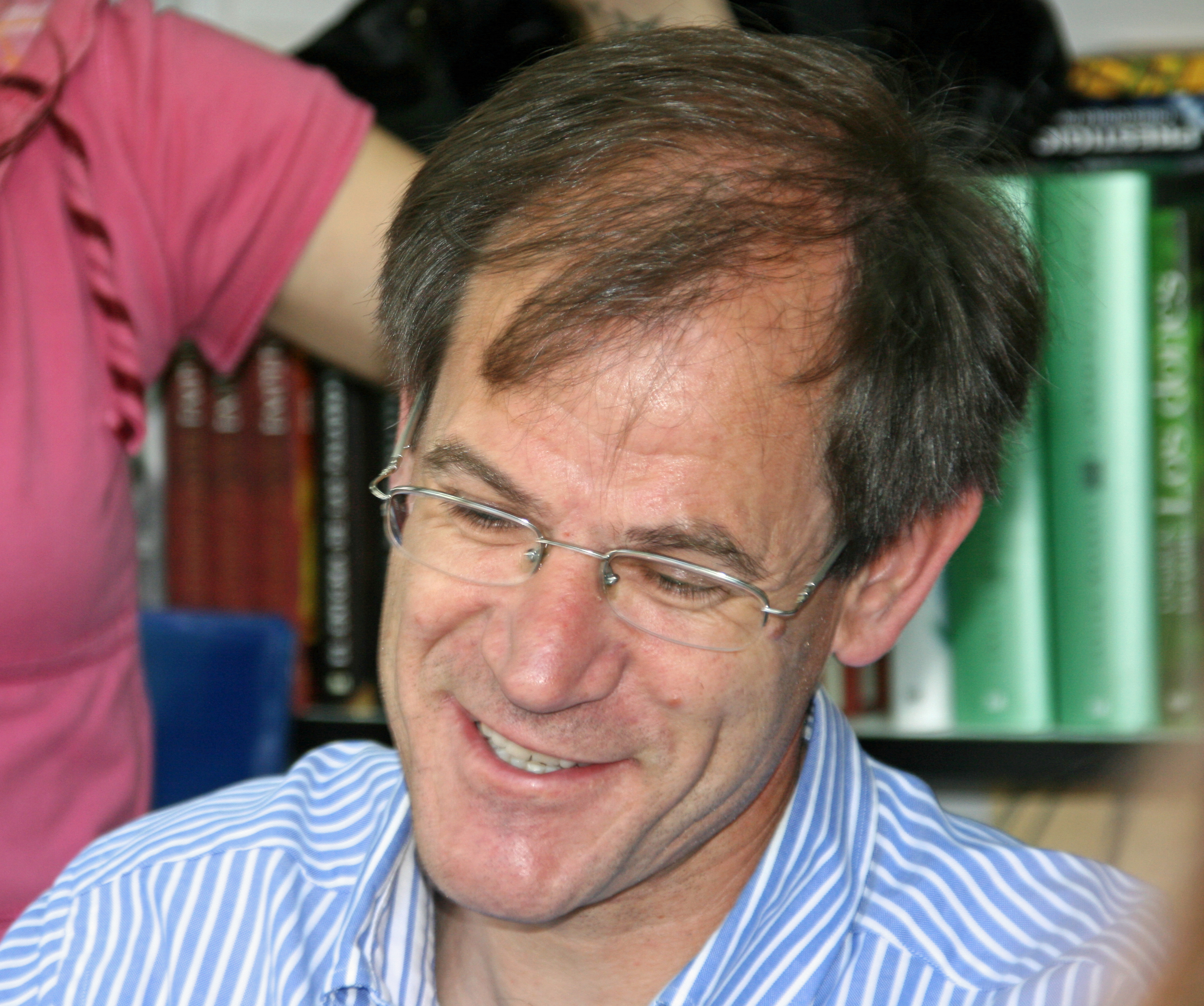
Abel Antón, später unter anderem zweifacher Weltmeister im Marathonlauf (1997/1999) und über 10.000 Meter (1994) belegte Platz vierzehn

## Video
- Leichtathletikweltmeisterschaften 1987 in Rom. 5000m Männer auf youtube.com, abgerufen am 21. März 2020